# Helwingsche Verlagsbuchhandlung

Das 1899 von Karl Ross errichtete Gebäude Emilienstraße 10 in Hannover war ab 1. Februar 1927 Sitz der Verlagsbuchhandlung;
Blätter für Architektur und Kunsthandwerk, Foto: Georg Alpers

Die Helwingsche Verlagsbuchhandlung war eine frühe Buchhandlung und zeitweilig auch ein Verlag in Hannover. Die Anfänge reichen bis ins 16. Jahrhundert zurück. Die Verlagsbuchhandlung bestand bis 1955.

## Geschichte

### 17. Jahrhundert
1602 erwarb Ulrich Zander eine der Buden, die an der Nordseite der Marktkirche angebaut und vom Magistrat der Stadt Hannover bereits seit ca. 1550 an ortsansässige Buchhändler vermietet worden waren. Ab 1678 betrieb dann Nicolaus Förster das Geschäft.

### Christian Friedrich Helwing
Rund 100 Jahre später wurde 1773 der Buchhändler Christian Friedrich Helwing (* 19. Januar 1725 in Köslin/Pommern, † 2. Januar 1800 in Lemgo) neuer Eigentümer, der schon seit 1750 durch Heirat Inhaber der Meyer'schen Buchhandlung in Lemgo war. Als Zukunftssicherung plante er das hannoversche Geschäft für seinen Sohn Dietrich; für den Sohn Johann hingegen gründete er eine Buchhandlung in Duisburg.
Christian Friedrich Helwing war Ausbilder der Brüder Heinrich Wilhelm und Bernhard Dietrich Hahn und verlegte insbesondere die 20-bändige Lemgoische Litteraturbibliothek (1773–1781). Von Förster übernahm Helwing Bestände der Werke von Gottfried Wilhelm Leibniz. Darüber hinaus vertrieb er die Schriften von General Gerhard von Scharnhorst.

### Dietrich Helwing
Helwings Sohn Dietrich (* 25. März 1764 in Lemgo, † Dezember 1832 in Hannover), der seit 1807 mit Friederike Ramberg (1779–1846, die Tochter von Johann Daniel Ramberg) verheiratet war, führte das hannoversche Geschäft bis zu seinem Tode fort.

### Mierzinsky und Polstorff
1820 nahm Dietrich Helwing Ignaz August Mierzinsky als Teilhaber auf, der die Verlagsbuchhandlung dann am 1. Juli 1833 zugunsten dessen Sohnes Carl erwarb. Unter Carl Mierzinsky absolvierte ab 1842 Alfred von Seefeld seine Ausbildung zum Buchhändler. Nachdem 1849 auch Ernst Victor Schmorl in der Firma tätig geworden war, begründeten die beiden 1852 dann ein eigenes Unternehmen, die Firma Schmorl & von Seefeld.
Unterdessen ging die Helwing’sche Verlagsbuchhandlung von Carl Mierzinsky’s Enkeln an Georg Polstorff über.
Durch die Luftangriffe auf Hannover im Zweiten Weltkrieg gingen die Bestände großenteils verloren: Die Firma wurde ab 1945 durch Polstorff lediglich als Buchhandlung und Antiquariat geführt und gilt seit 1955 als erloschen.